# Santa Flavia
Santa Flavia település Olaszországban, Szicília régióban, Palermo megyében. Lakosainak száma 11 000 fő (2023. január 1.). Santa Flavia Bagheria, Casteldaccia és Misilmeri községekkel határos.

## Népesség
A település lakossága az elmúlt években az alábbi módon változott:
| Lakosok száma | 11 238 | 11 212 | 11 000 |
|               | 2017   | 2018   | 2023   |